# Giulia Daneo Lorimer
Giulia Daneo Lorimer, nata Giulia Daneo (Lugano, 16 luglio 1932 – Scandicci, 11 settembre 2021), è stata una musicista, violinista e cantante italiana.

## Biografia
Nata in Svizzera, figlia di un diplomatico italiano e di una donna statunitense, trascorse parte dell'infanzia in Bulgaria dove imparò a suonare il violino. Nel 1943 la famiglia rientrò in Italia a bordo dell'Orient Express in un avventuroso viaggio che lei racconterà molti anni dopo nel suo libro di ricordi La lana rimasta sulle siepi.
Nel 1947 il padre venne nominato console a Filadelfia e vi si trasferirà con tutta la famiglia. Fu negli USA che Giulia conobbe suo marito George Lorimer che sposerà nel 1951 e con cui metterà al mondo 11 figli.
Nel 1955, dopo aver vissuto per qualche tempo negli Stati Uniti, Giulia e George si trasferirono in Italia, prima a Firenze e poi sulle colline di Scandicci, dove negli anni la loro casa diventò punto di riferimento per artisti, poeti e musicisti . Nel 1955 Giulia accompagnò il marito in un viaggio in Irlanda, dal quale tornarono con una raccolta di lp che anni dopo serviranno da ispirazione per le prime incisioni dei Whisky Trail.
Nel 1975 fece parte del gruppo fondatore degli Whisky Trail ed iniziò una lunga carriera che la porterà ad incidere 11 dischi con il gruppo nonché ad esibirsi in concerto a partire dal 1975. 
Negli anni novanta fu una delle animatrici dell'associazione "Centro Arles" di Scandicci, chiusa nel 2002. Nei locali del centro Arles si tenevano corsi di lingue, danza, musica e pittura.
Pubblicò un libro di poesie dal titolo Non domandarmi ed il già citato libro di ricordi La lana rimasta sulle siepi.
Il 22 maggio 2001, assieme all'onorevole Tina Anselmi, lo scrittore Manlio Cancogni, il baritono Rolando Panerai, il gastroenterologo Antonio Morettini, l'attrice María Denis, don Renzo Rossi, il poeta Vittorio Vettori, la pianista Giuliana Fabbrini e lo scrittore Marcello Vannucci, fu premiata con il riconoscimento del "Filo d'argento". Il riconoscimento, promosso dal Presidente del consiglio Comunale di Firenze e dalla associazione AUSER Toscana, fu assegnato a lei ed agli altri premiati per "il loro mai cessato impegno nelle rispettive professioni, oltre che per la grande visibilità che ancora mantengono sui mezzi di comunicazione di massa".

## Carriera musicale
Studiò il violino già da bambina. Nel 1975 iniziò a cantare con il Gruppo Folk Internazionale di Firenze che di lì a poco avrebbe cambiato nome in Whisky Trail. Dal 1982 fu anche coautrice dei brani composti dal gruppo. Oltre all'attività con il Gruppo, Giulia incise un disco di ninne nanne: il CD uscito nel 2005 verrà rimasterizzato e ripubblicato dalla etichetta Materiali Sonori nel 2012 con il titolo "GIULIA LORIMER & WHISKY TRAIL Nana's Lullabyes".  
Negli anni la figura di Giulia Lorimer assunse un ruolo sempre più particolare negli spettacoli dal vivo del gruppo, tanto che nell'ottobre 2009, recensendo un cd solista del suo collega Stefano Corsi, John Brophy, dell'Irish Music Magazine, accennava ai Whisky Trail come ad un "gruppo che trova la sua ispirazione in Giulia Lorimer".

## Discografia

### Whisky Trail
- 1975 Irish Songs
- 1977 Irish Songs and Dances
- 1979 Miriana
- 1982 Dies Irae
- 1986 Pooka
- 1992 The Frenzy of Suibhne
- 1997 The White Goddess
- 2002 The Great Raid
- 2005 Irlanda in Festa
- 2007 Chaosmos
- 2008 San Frediano, un irlandese a Firenze
- 2013 Celtic Fragments

- 2015 Concerto

### Solista
- 2005 Nana's Lullabyes
- 2012 GIULIA LORIMER & WHISKY TRAIL Nana's Lullabyes